# Rodrigo Prieto
Rodrigo Prieto (Ciudad de México, 23 de noviembre de 1965) es un director de fotografía mexicano.
Su abuelo, Jorge Prieto Laurens, fue presidente municipal de San Luis Potosí, gobernador de la Ciudad de México y líder de la Cámara de Diputados, pero fue perseguido tiempo después por el presidente de la República, por diferencias políticas. Su abuelo escapó con su familia a Texas y después hacia Los Ángeles. Ahí, el padre de Prieto pasó la mayor parte de su niñez y estudió luego ingeniería aeronáutica en Nueva York, donde conoció y se casó con la madre de Prieto. Regresaron a México, donde nació Rodrigo.
Prieto se ha convertido en un respetable cinefotógrafo, trabajando con directores tan importantes como Spike Lee, en La hora 25, y Curtis Hanson, en 8 Mile. En el 2002, filmó Frida, una película sobre la pintora mexicana Frida Kahlo, con Salma Hayek en el protagónico y en la producción. En el 2003, cooperó con Oliver Stone en dos documentales: Comandante, sobre Fidel Castro, y Persona Non Grata, sobre Yasir Arafat. También con Stone filmó la épica histórica Alexander, sobre la vida de Alejandro Magno. También ha trabajado con Alejandro González Iñárritu, en Amores perros, 21 gramos,  Babel y Biutiful.
En el 2007, fue el encargado de la fotografía de la película Lust, Caution, de Ang Lee.
El 25 de mayo de 2008, comenzó el rodaje de la película de Pedro Almodóvar, Los abrazos rotos, en la isla de Lanzarote, la cual ofrece a Prieto colores y texturas muy cercanos y estimulantes.[cita requerida]
Su trabajo es notable por su poco convencional uso de la cámara, la mayoría de las veces combinado con la iluminación. En La hora 25, utilizó la sobreexposición y otras técnicas para crear imágenes originales, parecidas a un sueño, y que significan que lo que se muestra en la pantalla son recuerdos o visiones. Una fotografía igualmente innovadora puede observarse en Frida, que mostraba colores brillantes e imágenes que capturaban parte de la cultura mexicana, mezclada con amarillos y cafés para la atmósfera.[cita requerida]
Prieto fue nominado al Oscar a la mejor fotografía por su trabajo en Brokeback Mountain, del director Ang Lee, también por El irlandés y Los asesinos de la luna, ambas del director Martin Scorsese. Fue nominado a los Premios BAFTA por Babel, de Alejandro González Iñárritu. Y estuvo nominado al Oscar 2017 por Mejor Fotografía con la película Silence, dirigida por Martin Scorsese.[cita requerida]
Rodrigo es socio activo de la Asociación Mexicana de Cinefotógrafos (AMC) y la American Society of Cinematographers (ASC).[cita requerida]
Estudió en el Centro de Capacitación Cinematográfica, en la generación de Ignacio Ortiz.[cita requerida]
Ha ganado cinco veces el Premio Ariel, otorgado por la Academia Mexicana de Artes y Ciencias Cinematográficas, por haber trabajado en las cintas Sobrenatural, Fibra óptica, Un embrujo, Amores perros y Biutiful.[cita requerida]

## Filmografía
- Pedro Páramo (película de 2024) (2024)
- Fortnight (Video musical) Taylor Swift (2023)
- Killers of the Flower Moon (2023)
- Barbie (2023)
- El irlandés (2019)
- Silence (2017)
- Passengers (2016)
- The Audition (2015)
- The Homesman (2014)
- The Wolf of Wall Street (2013)
- Argo (2012)
- We Bought a Zoo (2011)
- Agua para elefantes (2011)
- Biutiful (2010)
- State of Play (2009)
- Los abrazos rotos (2009)
- Deseo, peligro (2007)
- Babel (2006)
- Brokeback Mountain (2005)
- Alexander (2004)
- Persona Non Grata (2003)
- 21 gramos (2003)
- Comandante (2003)
- La hora 25 (2002)
- 8 Mile (2002)
- Frida (2002)
- Diez historias cortas de amor (2001)
- Pecado original (2001)
- Amores perros (2000)
- Un embrujo (1998)
- Fibra óptica (1998)
- Edipo alcalde (1996)
- Sobrenatural (1996)

## Premios y distinciones
Premios Óscar
| Año  | Categoría        | Película           | Resultado |
| ---- | ---------------- | ------------------ | --------- |
| 2006 | Mejor fotografía | Brokeback Mountain | Nominado  |
| 2017 | Mejor fotografía | Silence            | Nominado  |

Festival Internacional de Cine de Venecia
| Año  | Categoría                           | Película       | Resultado |
| ---- | ----------------------------------- | -------------- | --------- |
| 2007 | Premio Osella a la mejor fotografía | Deseo, peligro | Ganador   |

Festival Internacional de Cine de San Sebastián
| Año  | Categoría                               | Película   | Resultado |
| ---- | --------------------------------------- | ---------- | --------- |
| 1998 | Premio del jurado a la mejor fotografía | Un embrujo | Ganador   |